# Jacques Dupré
Pour les articles homonymes, voir Dupré.
Jacques Dupré, né le 12 février 1773 à La Nouvelle-Orléans et mort le 14 septembre 1846, est un sénateur de la Louisiane et gouverneur de la Louisiane.

## Biographie
Jacques Dupré est le fils de Laurent Dupré de Terrebonne et de Marie Joséphine Fontenot. Jacques Dupré grandit dans la paroisse de Saint-Landry. En 1783, son père meurt et sa mère se remarie.
En 1792, il se marie avec Théotoste Roy de la paroisse de la Pointe Coupée et s'installe à Opelousas. Ils auront sept enfants dans leur plantation située au Nord-Ouest d'Opelousas.
En 1815, il est affecté à l'État major du 16e Régiment de miliciens lors de la Bataille de La Nouvelle-Orléans contre les Anglais. Il combattra avec deux de ses fils.
En 1816, il est élu à la Chambre des représentants de Louisiane et réélu en 1822 puis 1824.
En 1829, il devint sénateur. L'année suivante, le gouverneur Bourguignon d'Herbigny le désigne comme président du sénat louisianais.
En 1830, il succède à Armand Beauvais démissionnaire de son poste de gouverneur. Durant son mandat, il supervise l'arrivée du chemin de fer à La Nouvelle-Orléans et la création de compagnies pour la navigation sur les canaux et les bayous. Il conduisit une politique contre l'immigration de personnes de couleur affanchies entrant illégalement en territoire louisianais.
En 1831, il ne se présenta pas pour l'élection de gouverneur et c'est André Bienvenu Roman qui lui succéda. Jacques Dupré retrouva son siège de sénateur qu'il conserva encore seize ans.
Il meurt le 14 septembre 1846 à Opélousas et enterré au cimetière de la ville.